# 横山正枝
横山 正枝（よこやま まさえ、1946年1月2日 - ）は、東京都練馬区出身の女子プロゴルファー。東京家政学院大学卒業。社団法人日本女子プロゴルフ協会会員。練馬ゴルフ練習場所属。日本で最初の大学卒の女性プロゴルファー。

## 主な戦歴
- 1978年 JUNON女子オープン 14位
- 1977年 日本女子オープンゴルフ選手権競技 24位
- 1976年 諏訪湖女子オープン 24位
- 1979年 富士平原女子オープン 25位
- 1979年 三田レークサイド女子プロ 25位
- 1976年 日本女子プロゴルフ選手権大会 26位

## 著書
- 『はじめての女子ゴルフ : 心得ておきたい基本知識と上達のコツ これで万全！』ナツメ社、1987年11月